# 阿杜瓦山
10°04′12″N 40°50′24″E / 10.07000°N 40.84000°E
阿杜瓦山是埃塞俄比亞的火山，位於該國東部索馬里州，屬於複式火山，海拔高度1,733米，火山口長5公里、寬4公里，最近一次火山爆發在1928年發生。